# Spinone al Lago
Spinone al Lago – miejscowość i gmina we Włoszech, w regionie Lombardia, w prowincji Bergamo.
Według danych na styczeń 2009 gminę zamieszkiwało 1039 osób przy gęstości zaludnienia 524,7 os./1 km².